# Solwezi
Solwezi ist die Hauptstadt der Nordwestprovinz in Sambia, zählt aber faktisch noch zum Copperbelt. Sie hat 301.370 Einwohner (2022) und liegt auf etwa 1350 Meter über dem Meeresspiegel. Sie ist Sitz der Verwaltung des gleichnamigen Distrikts. Weniger als 10 km nördlich verläuft die Grenze zur Demokratischen Republik Kongo.

## Wirtschaft
Der wichtigste Wirtschaftssektor in Solwezi ist die Kupferproduktion der Kansanshi Mining Plc. 14 Kilometer vor der Stadt in Kansanshi. Die Krise der Kupferpreise auf dem Weltmarkt in den 1990er Jahren hat hier in Infrastruktur, Arbeitsplatzangebot und Bautätigkeit bis in die 2000er Jahre tiefe Spuren hinterlassen. Der überwiegende Teil der Bevölkerung lebt in Siedlungen vor der Stadt ohne Strom- und Wasserversorgung. Der Anschlussgrad liegt bei etwa 40 Prozent (2006).

## Verkehr
Solwezi liegt an der Fernstraße T5 und hat eine 1500 Meter lange Flugpiste.

## Demografie
| Jahr      | 1990   | 2000   | 2010   | 2022    |
| --------- | ------ | ------ | ------ | ------- |
| Einwohner | 23.435 | 38.121 | 90.856 | 301.370 |

## Versorgungseinrichtungen
Im Ort gibt es Grund- und Sekundarschulen sowie Krankenhäuser.

## Tourismus
Die Innenstadt besteht aus zwei Straßen, an denen sich Geschäfte angesiedelt haben. Es gibt die 1959 erbaute St.-Daniels-Kathedrale des römisch-katholischen Bistums Solwezi.
Fünf Kilometer vom Stadtzentrum liegt nahe beim Fluss Kifubwa der Kifubwa-Felse', auf dem prähistorische Felsmalereien zu finden sind.